# Misty Rain
Pour les articles homonymes, voir Rain.
Misty Rain, née le 10 août 1969 à Long Beach (Californie), est une actrice pornographique, stripteaseuse et réalisatrice américaine.

## Distinctions

### Récompenses
- 1995 – XRCO Starlet of the Year
- 1995 – XRCO Best Girl-Girl Scene pour The Dinner Party (avec Celeste et Debi Diamond)
- 1995 – AVN Award Best All-Girl Sex Scene (Film) pour The Dinner Party (avec Celeste et Debi Diamond)
- 1995 – AVN Best All-Girl Sex Scene (Video) pour Buttslammers 4 (avec Bionca, Felecia et Debi Diamond)
- 1995 – AVN Best Group Sex Scene (Film) pour Sex (avec Debi Diamond, Diva et Gerry Pike)
- 1996 – XRCO Best Girl-Girl Scene pour Takin' it to the Limit 6 (avec Traci Allen, Bionca, Felecia et Jill Kelly)
- 1996 – AVN Best All-Girl Sex Scene (Video) pour Takin' it to the Limit 6 (avec Traci Allen, Bionca, Felecia et Jill Kelly)
- 1996 – AVN Best All-Girl Sex Scene (Film) pour Fantasy Chamber (avec Jenteal et Felecia)
- 1997 – AVN Best All-Girl Sex Scene (Video) pour Buttslammers the 13th (avec Missy et Caressa Savage)
- 1998 – AVN Best Couples Sex Scene (Film) pour Red Vibe Diaries (avec Marc Wallice)
- AVN Hall of Fame

### Nominations
- 2000 – AVN Best Supporting Actress (Film) pour Things Change 3
- 2000 – AVN Best Couples Sex Scene (Film) pour Things Change 3 (avec Mark Davis)
- 2003 – AVN Best Supporting Actress (Film) pour Les Vampyres 2
- 2004 – AVN Best All-Girl Sex Scene (Video) pour Misty Rain's Worldwide Sex 9 (avec Sylvia Saint et Venus)